# Lucas with Strangers
Lucas Rodrigues (Porto, 24 de agosto de 2000), mais conhecido como Lucas with Strangers, é uma personalidade de mídia social portuguesa. Começou a publicar vídeos no TikTok e Instagram em março de 2021. Atualmente, o seu perfil do TikTok conta com mais de 1,7 milhão de seguidores, tendo se tornado um dos influenciadores digitais portugueses mais seguidos na plataforma. A sua página tem como objetivo fazer os outros felizes, realizando os sonhos de pessoas que encontra na rua.

## Vida pessoal e carreira
Lucas nasceu a 24 de agosto de 2000, no Porto. Aos 4 anos começou a tocar a piano, sendo até hoje um dos seus hobbies. Quando era mais novo, quis ser médico, advogado, músico e ator, mas nunca gostou de redes sociais. Em 2018, acabou por entrar na faculdade, na área de Gestão e Marketing, desistindo passado apenas um ano, para tentar seguir uma carreira como gestor.
Em janeiro de 2020, quando estava a acampar, Lucas foi sequestrado no decorrer de um assalto à mão armada, em Vila Nova de Gaia. Devido a este acontecimento, desenvolveu stress pós-traumático, que o incapacitou de sair de casa durante quase um ano, e de prosseguir com os seus planos de carreira. Começou consultas de psicoterapia, psiquiatria e neuropsicologia.
Depois de ver o filme "Yes Man", desafiou-se a si próprio a dizer que sim a tudo. Isto levou-o a começar a sair de casa e, desafiado por uma amiga, criar uma conta no TikTok e no Instagram, onde começou a publicar vídeos com estranhos na rua para  superar o seu medo de interagir com desconhecidos e de sair à rua.
Atualmente, coleciona cerca de dois milhões de seguidores no TikTok. Começou o seu projeto viral fazendo felizes outras pessoas, nomeadamente em qualquer momento ou lugar.
Em 2022, Lucas lança o seu livro, intitulado "Como te posso fazer feliz?", pergunta que ficou conhecido nos seus vídeos. No seu livro, partilha 13 das muitas histórias que fez e continua a fazer feliz. A mensagem que Lucas quer passar com o seu livro é que todos nós devemos seguir os nossos sonhos, mesmo quando toda a gente diz que não vai dar certo. 